# Joaquín Lavega
Joaquín Lavega, né le 3 février 2005 à Montevideo en Uruguay, est un footballeur uruguayen qui joue au poste d'ailier gauche au Fluminense FC.

## Biographie

### En club
Né à Montevideo en Uruguay, Joaquín Lavega est formé par l'un des clubs de la capitale uruguayenne, le CA River Plate. Il débute en professionnel le 30 mai 2021, lors d'un match de championnat face au Club Deportivo Maldonado. Il entre en cours de partie à la place de Luciano Boggio, et les deux équipes se neutralisent (0-0 score final),.
Lavega inscrit son premier but en professionnel le 4 mai 2022, lors de sa première apparition en Copa Sudamericana, face au FCB Melgar. Buteur après son entrée en jeu, il ne peut toutefois éviter la défaite de son équipe (1-2 score final),.
Le 31 décembre 2024, le Fluminense FC annonce le transfert de Joaquín Lavega. L'ailier uruguayen signe un contrat courant jusqu'en décembre 2029 avec le club brésilien.

### En sélection
En octobre 2019, Joaquín Lavega est convoqué avec l'équipe d'Uruguay des moins de 15 ans pour participer à l'édition 2019 du championnat de la CONMEBOL des moins de 15 ans. 
Lavega représente l'équipe d'Uruguay des moins de 20 ans, faisant sa première apparition le 8 juin 2022 contre l'Équateur (1-1 score final).
En septembre 2023 il est retenu avec l'équipe d'Uruguay des moins de 23 ans pour participer aux Jeux panaméricains de 2023.